# Ministero dell'aria (Regno Unito)
Il Ministero dell'aria, (in inglese: Air Ministry), era un dipartimento governativo del Governo del Regno Unito che aveva la responsabilità di gestire gli affari della Royal Air Force, la forza aerea del Regno Unito. Il ministero era sotto l'autorità politica del Segretario di Stato per l'aeronautica.
Fondato ufficialmente il 2 gennaio 1918, il Ministero dell'aria emanò le specifiche per la fornitura di velivoli sia militari che civili alle aziende di produzione aeronautica britanniche.
Nel 1964 si fuse con l'Ammiragliato ed il War Office per formare il Ministero della difesa.

## Storia

### The Air Committee
Il 13 aprile 1912, meno di due settimane dopo la creazione del Royal Flying Corps che inizialmente consisteva in un piccolo stormo navale e un piccolo stormo terrestre, venne istituito un Comitato aereo che fungesse da intermediario tra l'Ammiragliato e l'Ufficio della guerra in materia relative all'aviazione. Il nuovo Comitato aereo era composto da rappresentanti dei due ministeri della guerra e, sebbene potesse formulare raccomandazioni, mancava dell'autorità esecutiva. Le raccomandazioni del Comitato aereo dovevano essere ratificate dal Consiglio dell'Ammiragliato e dallo Stato Maggiore Imperiale e, di conseguenza, il Comitato non fu particolarmente efficace. La crescente separazione tra esercito e aviazione navale dal 1912 al 1914 non fece che esacerbare l'inefficacia del Comitato aereo e il Comitato non si riunì dopo lo scoppio della prima guerra mondiale. 

### The Joint War Air Committee
Nel 1916 la mancanza di coordinamento del Royal Flying Corps dell'esercito e del Royal Naval Air Service aveva portato a seri problemi, non solo nell'approvvigionamento di motori aeronautici, ma anche nella difesa aerea della Gran Bretagna. Sono stati i problemi di approvvigionamento le ragioni per cui è stato fatto per la prima volta un tentativo di rettifica. La riunione del Comitato di guerra del 15 febbraio 1916 decise immediatamente di istituire un comitato permanente congiunto per coordinare sia la progettazione che la fornitura di materiale per i due servizi aerei. Il comitato, denominato Comitato congiunto per la guerra aerea (inglese: Joint War Air Committee) e a capo di tale comitato venne nominato Lord Derby. Nella riunione del 15 febbraio il marchese George Curzon propose la creazione di un Ministero dell'Aria. Come per l'Air Committee prebellico, il Joint War Air Committee mancava di poteri esecutivi dimostrandosi quindi inefficace. Dopo solo otto sedute, Lord Derby si è dimesso dal Comitato, affermando che "a lui sembrava del tutto impossibile avvicinare le due formazioni aeree fino a quando l'intero sistema del servizio aereo non fosse stato cambiato e sarebbero stati amalgamati in un servizio. 

### The Air Board
Il tentativo successivo di stabilire un coordinamento efficace tra i due servizi aerei fu la creazione di un Air Board. Il primo Air Board nacque il 15 maggio 1916 con  Lord Curzon presidente. L'inclusione di Lord Curzon, un ministro del Gabinetto e altre figure politiche aveva lo scopo di conferire all'Air Board uno status maggiore rispetto al Joint War Air Committee. Nell'ottobre 1916 l'Air Board pubblicò il suo primo rapporto che era molto critico nei confronti degli accordi all'interno dei servizi aerei britannici. Il rapporto osservava che, sebbene le autorità dell'esercito fossero pronte e disponibili a fornire informazioni e prendere parte alle riunioni, la Royal Navy era spesso assente dalle riunioni del consiglio e spesso si rifiutava di fornire informazioni sull'aviazione navale.
Nel gennaio 1917 il primo ministro David Lloyd George sostituì il presidente Lord Curzon con Lord Cowdray. Godfrey Paine, in qualità di Primo lord del mare e Direttore dell'Aviazione Navale, si è seduto nel consiglio e questa rappresentanza di alto livello della Royal Navy ha contribuito a migliorare le cose. Inoltre, poiché la responsabilità per la progettazione degli aeromobili era stata rimossa dalle mani di un solo servizio e affidata al Ministero delle munizioni, alcuni dei problemi della concorrenza tra i servizi furono evitati.

### Istituzione del Ministero dell'Aria
Nonostante i tentativi di riorganizzazione dell'Air Board, i problemi precedenti non sono stati completamente risolti. Inoltre, il numero crescente di raid aerei tedeschi contro la Gran Bretagna  causò inquietudine nella pubblica opinioni e crescenti richieste di qualcosa da fare. Di conseguenza, Lloyd George, primo ministro britannico, istituì un comitato composto da egli stesso e dal generale Jan Smuts, che aveva il compito di indagare sui problemi delle difese aeree britanniche e sulle difficoltà organizzative che avevano afflitto l'Air Board.
Verso la fine della prima guerra mondiale, il 17 agosto 1917, il generale Smuts presentò al Consiglio di guerra un rapporto sul futuro della forza aerea, rimarcando il suo potenziale devastante "per i territori nemici e la distruzione di centri industriali e popolosi su vasta scala", e raccomandando la formazione di una nuova forza aerea che sarebbe stata al livello del British Army e della Royal Navy. La nuova forza armata doveva ricevere la direzione da un nuovo ministero e il 29 novembre 1917 l'Air Force Bill ricevette il Royal Assent e il Ministero dell'Aria venne costituito poco più di un mese dopo, il 2 gennaio 1918. Lord Rothermere fu nominato  Presidente dell'Air Council, ma a causa di enormi pressioni politiche in un clima di spese militari significativamente ridotte, che portarono alle dimissioni nel dicembre 1918 di William Weir, presidente dell'Air Council, l'organo di governo della Royal Air Force. cosa che spinse il Primo Ministro, Lloyd George, a creare un Segretario di Stato per l'aeronautica, ma non come una posizione di Gabinetto, e il 9 gennaio 1919 venne offerto a Winston Churchill la carica di Segretario di Stato per la guerra, che era una posizione di Gabinetto, e Segretario di Stato per l'aeronautica.
L'affidamento delle due cariche ad un'unica persona è stata criticata sia dalla stampa che dal Parlamento, tuttavia, Churchill ha ribadito che l'indipendenza della Royal Air Force sarà stata mantenuta. 
L'Esercito e l'Ufficio della Guerra avevano ampiamente concordato sull'autonomia della RAF a causa, in parte, dell'entusiasmo per il servizio aereo del leader politico dell'esercito Winston Churchill. Tuttavia, una delle principali difficoltà per la RAF e il Ministero dell'Aria nel 1919 fu l'opposizione della Royal Navy alla perdita del proprio servizio aereo e le successive pressioni affinché il personale aereo di bordo fosse costituito da ufficiali della marina e fosse ricostuiton l'ormai sciolto Royal Naval Air Service. Questa negoziazione portò alla creazione della RAF Coastal Area, il predecessore del RAF Coastal Command per occuparsi dei suoi rapporti con la Marina. Per tutto il 1919 ci furono discussioni tra Sir Hugh Trenchard Capo della Royal Air Force e Sir Rosslyn Wemyss Primo lord del mare sulla natura del rapporto tra l'Air Force e il Ministero dell'Aria da una parte e la Marina e l'Ammiragliato dall'altra parte.
Nel 1919 il Ministero dell'Aria prese formalmente il controllo della fornitura, progettazione e ispezione di tutti gli aerei (aeroplani e dirigibili) dal Ministero delle munizioni, ha contribuendo a solidificare le basi dell'esistenza del Ministero dell'Aria.
Per tutto il 1919 Churchill sostenne costantemente una forza aerea indipendente, presentando il Libro bianco, in gran parte scritto da Sir Hugh Trenchard, sul futuro della RAF il 12 dicembre 1919. Era questo Libro bianco che doveva essere la carta effettiva per la RAF e il Ministero dell'Aria negli anni successivi. 
Nel maggio 1923 Stanley Baldwin diventato Primo Ministro conferì alla carica lo status di Gabinetto. 